# قسم بهي دهبكري الريفي (مقاطعة بوكان)
قسم بهي دهبکري الريفي (بالفارسية: دهستان بهی دهبکری) هي منطقة سكنية تقع في إيران في ناحية سيمينه. يقدر عدد سكانها بـ 4,357 نسمة .